# Szujcsou
Szujcsou (egyszerűsített kínai írással: 随州市, pinjin: Suízhōu) prefektúra szintű város Kínában, Hupej tartományban. Lakosainak száma 2 047 923 fő (2020).

## Népesség
| 2019 | 2 221 000 |
| 2020 | 2 047 923 |

## Testvérvárosok
- Bila Cerkva